# Myrcianthes oreophila
Myrcianthes oreophila es una especie de planta con flor en la familia Myrtaceae. 
Es endémica de Bolivia (Cochabamba, y de Perú, en los departamentos of Apurímac y de Cuzco. 

## Sinonimia
- Eugenia oreophila Diels, Bot. Jahrb. Syst. 37: 597 (1906).[1]

## Fuente
- World Conservation Monitoring Centre 1998. Myrcianthes oreophila. IUCN Lista Roja de Especies Amenazadas; consultado 13 de febrero de 2010